# Tỉnh Canada
Lãnh thổ Canada (hay Tỉnh bang Canada hoặc Thống nhất Canada) là thuộc địa của Vương quốc Anh ở Bắc Mỹ từ năm 1841 đến 1867. Sự hình thành của nó phù hợp với các khuyến nghị từ John Lambton, Bá tước thứ nhất của Durham trong Báo cáo về các vấn đề Bắc Mỹ thuộc Anh được ban hành sau cuộc nổi dậy năm 1837 của Anh từ 1837–1838.
Đạo luật liên minh năm 1840 được Quốc hội Vương quốc Anh thông qua vào ngày 23 tháng 7 năm 1840 và tuyên bố vào ngày 10 tháng 2 năm 1841 kết hợp giữa các thuộc địa Canada thượng nguồn và hạ lưubằng cách giải tán các nghị viện riêng biệt và thay thế chúng bằng một quốc hội bao gồm Hội đồng Lập pháp và Hội đồng Lập pháp. Sự thống nhất của hai lãnh thổ Canada được thúc đẩy bởi hai yếu tố. Trước hết, thượng Canada gần như phá sản vì không có đủ doanh thu thuế ổn định và họ cần nguồn lực từ hạ Canada đông dân hơn. Thứ hai, sự thống nhất này là một nỗ lực để đánh bại số phiếu bầu của Pháp bằng cách trao cùng số ghế quốc hội cho mỗi tỉnh cũ, mặc dù dân số hạ Canada nhiều hơn.
Tỉnh này đã bị giải thể sau khi Liên bang hóa Canada thành lập vào ngày 1 tháng 7 năm 1867.

## Lịch sử
Cho đến năm 1841, lãnh thổ gần tương ứng với phía nam Ontario ở Canada thuộc thuộc địa của Anh thuộc tỉnh thượng Canada, trong khi phần phía nam của Québec và Labrador hiện đại (một phần của Newfoundland và Labrador hiện đại) thuộc thuộc địa của tỉnh Hạ Canada. Thượng Canada chủ yếu nói tiếng Anh, trong khi hạ Canada nói tiếng Pháp. Đạo luật Liên minh, được Quốc hội Anh ký ngày 23 tháng 7 năm 1840 và ban hành vào ngày 10 tháng 2 năm 1841, thống nhất hai thuộc địa, bãi bỏ quyền lập pháp của từng thuộc địa và thay thế bằng một hội đồng lập pháp.
Trong khi cơ quan lập pháp mới duy trì sự đại diện bình đẳng của cả hai thuộc địa cũ, tính chất dân chủ của các cuộc bầu cử ở Hạ Canada đã gây ra một vết nứt nghiêm trọng. Mặc dù đa số nói tiếng Pháp ở hạ Canada, quyền lực chính tập trung ở nhóm thiểu số nói tiếng Anh, lợi dụng việc thiếu lá phiếu bí mật để dọa cử tri.
Khu vực từng là thượng Canada được đổi tên thành Tây Canada và Đông Canada. Sau khi Đạo luật Bắc Mỹ thuộc Anh được Quốc hội Anh phê chuẩn, tỉnh Canada đã không còn tồn tại. Sau đó, Tây Canada và Đông Canada được đổi tên lần lượt là Ontario và Quebec.